# Обсерватория Клеть
Обсервато́рия Клеть — астрономическая обсерватория в Чехии, принадлежащая центру естествознания Южной Богемии в Чешской республике. Коды обсерватории — «246» и «046».
Обсерватория расположена к югу от вершины горы Клеть (Kleť) на высоте 1070 м, к юго-западу от города Ческе-Бу́деёвице (České Budějovice), где расположен архив обсерватории. Обсерватория Клеть была основана в 1957 году. Около ста пятидесяти ясных ночей ежегодно доступно для астрономических наблюдений. Число ясных ночей значительно выше, чем среднее для Чешской республики, благодаря высоте расположения обсерватории, приблизительно на двести метров выше уровня слоистых облаков.
С 1992 года по настоящее время директором обсерватории является Яна Тиха.